# Governo Richelieu I
Il Governo Richelieu I fu in carica dal 26 settembre 1815 al 29 dicembre 1818, per un totale di 1'190 giorni, ovvero 3 anni 3 mesi e 3 giorni.
Formato da Luigi XVIII il 26 settembre 1815, in sostituzione del governo Talleyrand, il governo guidato dal duca di Richelieu ebbe un ruolo assai importante nella stabilizzazione della Francia dopo gli sconvolgimenti dei Cento giorni e la umiliazione di Waterloo.
L'esecutivo ebbe tre rimpasti: il 7 maggio 1816, il 12 settembre 1817 e, in articulo mortis, il 7 dicembre 1818.
Esso si distinse, in particolare, nell'ottenere dagli alleati della Quadruplice Alleanza una prima riduzione delle truppe di occupazione, completata dopo il Congresso di Aquisgrana, che consentì anche il rientro della Francia nel concerto delle potenze (Quintuplice Alleanza); nello scioglimento della Chambre introuvable, dominato dagli 'ultra-realisti' ed avversata da Luigi XVIII; nel risanamento finanziario, ad esempio con la legge istitutiva delle Caisse des dépôts et consignations; nella riorganizzazione dell'esercito, completata con la fondamentale Legge Gouvion-Saint-Cyr; nel ritorno dei Gesuiti, accompagnato dal fallito progetto di concordato; nella legge elettorale del febbraio 1817, che prevedeva che il voto venisse espresso con gli elettori (circa 100'000 in tutta la Francia) concentrati nei capoluoghi dei dipartimenti in un unico collegio elettorale. Il governo fu segnato, anche, dal naufragio de la Méduse e dal cosiddetto Affare Fualdès.
Il governo entrò in crisi a causa della crisi economica del biennio 1816-18 e 'su uno sfondo di intrighi': i liberali cosiddetti 'dottrinari' avevano registrato un successo alle elezioni della Camera dei deputati del 20 settembre 1817, eppoi ancora del 1818. Richelieu aveva favorito tali successi, ma non era, certamente, un liberale. La Carta del 1814 non costringeva affatto il sovrano a mutare governo al mutare delle maggioranze parlamentari, ma Luigi XVIII seguiva tale prassi come buonaregola di comportamento.
Richelieu, che aveva condotto una politica moderata per ubbidire alle priorità di pacificazione nazionale comandate da Luigi non intendeva condurre una politica liberale. Così egli tentò un avvicinamento alla destra ultra-realista, ciò che gli fece perdere il consenso del centro e di una parte dei moderati e lo fece entrare in conflitto con il proprio ministro di polizia, il Decazes, che ne profittò per avvicinarsi ai liberali. Il 21 dicembre 1818, Richelieu presentò al sovrano le dimissioni sue e dei ministri restatigli fedeli.
Luigi XVIII gli chiese, il 23 dicembre, di formare un nuovo governo: ma il primo ministro non poté recuperare la fiducia dei liberali e dichiarò la propria rinuncia il 26 dicembre. A quel punto, Luigi XVIII cercò un ministero più liberale: al duca di Richelieu successe, quindi, il 29 dicembre 1818, il governo del Dessolles. 

## Consiglio dei Ministri
| Carica                                               | Titolare | Titolare                                           | Partito     |
| ---------------------------------------------------- | -------- | -------------------------------------------------- | ----------- |
| Presidente del Consiglio dei Ministri                |          | Duca di Richelieu                                  | Nessuno     |
|                                                      |          |                                                    |             |
| Ministro degli Affari Esteri                         |          | Duca di Richelieu                                  | Nessuno     |
| Ministro dell'Interno                                |          | Conte di Vaublanc (fino al 7/5/1816)               | Ultras      |
| Ministro dell'Interno                                |          | Visconte Lainé (dal 7/5/1816)                      | Dottrinario |
| Ministro della Giustizia                             |          | François Barbé-Marbois (fino al 7/5/1816)          | Ultras      |
| Ministro della Giustizia                             |          | Charles-Henri Dambray (fino al 19/1/1817)          | Dottrinario |
| Ministro della Giustizia                             |          | Barone Pasquier (dal 19/1/1817)                    | Dottrinario |
| Ministro della Guerra                                |          | Henri-Jacques-Guillaume Clarke (fino al 12/9/1817) | Militare    |
| Ministro della Guerra                                |          | Laurent de Gouvion-Saint-Cyr (dal 12/9/1817)       | Militare    |
| Ministro delle Finanze                               |          | Luigi Emanuele Corvetto                            | Nessuno     |
| Ministro della Marina e Colonie                      |          | François-Joseph de Gratet (fino al 23/6/1817)      | Militare    |
| Ministro della Marina e Colonie                      |          | Laurent de Gouvion-Saint-Cyr (fino al 12/9/1817)   | Militare    |
| Ministro della Marina e Colonie                      |          | Conte Molé (fino al 23/6/1817)                     | Nessuno     |
| Ministro della Polizia                               |          | Élie Decazes                                       | Nessuno     |
|                                                      |          |                                                    |             |
| Ministro senza portafoglio con delega all'Istruzione |          | Pierre-Paul Royer-Collard                          | Dottrinario |